# Jan Siudowski
Jan Siudowski (ur. 2 lipca 1922 w Rakowie, zm. 20 grudnia 1982 w Kielcach) – polski artysta fotograf. Członek Związku Polskich Artystów Fotografików. Członek honorowy Świętokrzyskiego Towarzystwa Fotograficznego w Kielcach. Przedstawiciel Kieleckiej Szkoły Krajobrazu.  

## Życiorys
Jan Siudowski był fotografem samoukiem, zadebiutował artystycznie w 1952 roku.   
Przez kilka lat był opiekunem pracowni fotografii w Instytucie Geologicznym w Kielcach. W latach 1954–1956 prowadził kursy fotografii w Wojewódzkim Domu Kultury w Kielcach. W 1955 roku był współzałożycielem ówczesnego Kieleckiego Oddziału Polskiego Towarzystwa Fotograficznego – późniejszego (od 1961) Świętokrzyskiego Towarzystwa Fotograficznego. Przez wiele lat współpracował z Muzeum Świętokrzyskim – obecnie Muzeum Narodowym w Kielcach.   
W 1960 roku został przyjęty w poczet członków Związku Polskich Artystów Fotografików, był pierwszym kielczaninem przyjętym do ZPAF. Od 1962 roku był stypendystą Ministerstwa Kultury i Sztuki. Sporządzał dokumentację fotograficzną zbiorów stałych Muzeum Jana Kochanowskiego w Czarnolesie, Muzeum Przyrodniczo-Leśnego Świętokrzyskiego Parku Narodowego na Świętym Krzyżu i Muzeum Narodowego w Kielcach. W 1975 roku był współorganizatorem Kieleckiej Delegatury ZPAF. W 1978 roku był współzałożycielem Okręg Świętokrzyski ZPAF w Kielcach.   
Jan Siudowski był autorem i współautorem wielu wystaw fotograficznych; indywidualnych i zbiorowych. Jego fotografie były prezentowane na wystawach pokonkursowych, gdzie otrzymywały wiele nagród, dyplomów, listów gratulacyjnych. Szczególne miejsce w twórczości Siudowskiego zajmowała fotografia krajoznawcza.  
Jan Siudowski był przewodniczącym Okręgowej Komisji Kwalifikacyjnej ZPAF oraz rzeczoznawcą do spraw fotografii Ministerstwa Kultury i Sztuki. Uhonorowany odznaczeniem „Za Zasługi dla Kielecczyzny”. Zmarł 20 grudnia 1982 roku w Kielcach, pochowany na cmentarzu Starym. W 1985 roku odbyła się retrospektywna wystawa fotografii Jana Siudowskiego, w Galerii Biura Wystaw Artystycznych w Kielcach.   

## Odznaczenia
- Odznaka „Zasłużony Działacz Kultury”
- Medal 140-lecia Kieleckiej Fotografii

Źródło

## Publikacje (albumy autorskie)
- „Kielce” (1970)[12]
- „Częstochowa”

Źródło

## Publikacje (albumy - prace zbiorowe)
- „Ziemia kielecka” (1962–1974)[13]
- „W krainie Żeromskiego” (1975)
- „Ziemia pińczowska” (1977)
- „Kieleckie Krajobrazy” (1984)[14]

Źródło